# Zeepokken
Zeepokken (Sessilia) zijn een orde van kreeftachtigen. Ze lijken op het eerste gezicht niet op krabben of garnalen, maar behoren evenwel tot de rankpootkreeften (Cirripedia). Ze zetten zich vast op verscheidene oppervlaktes: op hout, op stenen, op schelpen en zelfs op de huid van walvissen en het schild van zeeschildpadden.
De behuizing is vaak wit en steenhard. De vorm kan kegelvormig zijn maar in dichtbegroeide populaties kunnen ze tot hoge zuilen uitgroeien. Ze bestaan uit een huisje van zes kalkplaatjes, met een dekseltje dat uit twee kalkplaatjes is gevormd (tergum en scutum). De larven van zeepokken hebben nog geen schelp en zwemmen vrij rond. Sommige zeepokken leven volledig ingebed in hun gastheer, zoals in de binnenrand van de schelp van de wulk (Buccinum undatum), vooral als die bewoond is door zijn secundaire bewoner: de gewone heremietkreeft (Pagurus bernhardus).

## Leefgebied
De zeepok leeft op verscheidene plaatsen, maar komt vooral voor in getijdengebieden. Ze kunnen voorkomen bij golfbrekers, waar ze zich bijvoorbeeld op de schelp van mosselen kunnen vastzetten, tot de arctische zeeën waar ze op bultruggen voorkomen.

## Voeding
De zeepok vergaart voedsel door 'zijn huisje' te openen en de zes paar lange poten naar buiten te strekken. Ze openen zich alleen als ze onder water zijn. Door de armen heen en weer te bewegen wervelen ze water en voedseldeeltjes naar zich toe. Het voedsel van de zeepok bestaat voornamelijk uit plankton. Als er meerdere zeepokken bij elkaar zitten, gaat dat plankton vangen efficiënter, omdat al die wapperende poten een waterstroom op gang brengen.

## Ontwikkeling

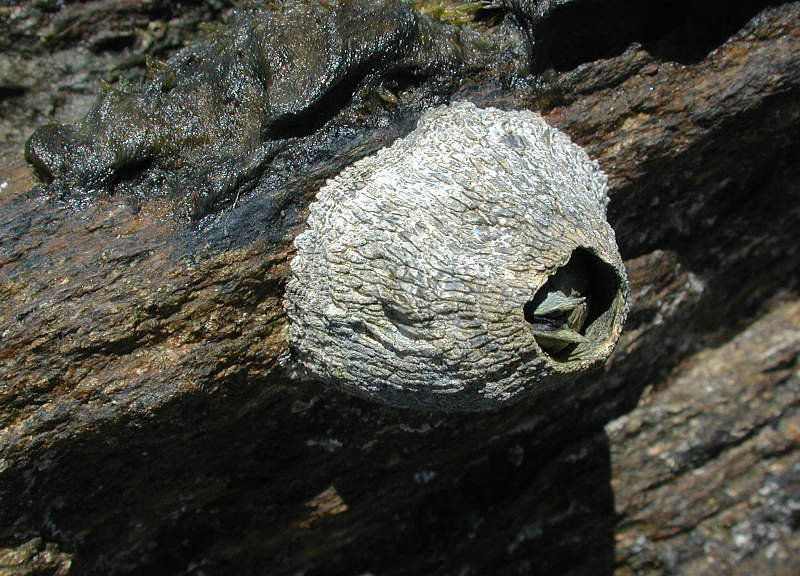
Een zeepok op een steen

Voordat een zeepok zijn volwassen stadium bereikt doorloopt hij eerst twee stadia als larve, namelijk de nauplius en de cypris.

### Nauplius
Het leven van de zeepok begint met een bevrucht ei dat uitkomt. Uit dit ei komt een nauplius. Een nauplius is een larve die bestaat uit een hoofd en een telson. Deze nauplius groeit gedurende zes maanden en verandert verschillende keren van schaal voordat hij uiteindelijk in de fase van de cypris komt.

### Cypris
De cypris is de laatste fase van de zeepok voor deze volwassen wordt. In deze fase zoekt de zeepok naar een plek waar hij zich kan vastzetten en waar hij de rest van zijn leven sessiel zal doorbrengen. De zeepok onderzoekt verschillende potentiële plekken door middel van voelsprieten. Deze zoektocht kan van één dag tot een week duren. Eens dat de zeepok een geschikte plaats heeft gevonden gaat hij zich vasthechten aan het oppervlak. Dit doet hij door een soort substantie af te scheiden en zich als het ware vast te lijmen op het oppervlak. Wanneer de zeepok goed vastzit begint hij te veranderen tot hij zijn volwassen fase bereikt.

### Volwassen stadium
Een typische zeepok ontwikkelt zes platen van kalkrijke materie om zijn lichaam te beschermen. Hij kan tijdens zijn leven blijven groeien door extra materie bij zijn omhulsel te voegen. Een zeepok kan eten door zijn poten uit zijn omhulsel te steken en plankton naar zich toe te trekken.

## Voortplanting
Zeepokken zijn tweeslachtig. De penis van een zeepok wordt in de paartijd zo lang, tot zeven maal de lengte van het dier zelf, dat naastgelegen dieren bevrucht kunnen worden.
Een andere manier van voortplanten is dat een zeepok zijn zaad in het water laat wegstromen. Andere zeepokken die verder weg liggen kunnen deze zaadcellen dan binnenhalen met hun grijppoten en zichzelf bevruchten.

## Zeepokken in de scheepvaart
Zeepokken zetten zich af op zowat elk substraat dat zich in het water bevindt. Een van de plekken waar ze terechtkomen is op de romp van schepen. Hierdoor neemt de wrijving tussen scheepsromp en water toe, en gaat het brandstofverbruik omhoog.
Er wordt daarom geprobeerd de aangroei van zeepokken en andere organismen op de romp tegen te gaan door het gebruik van anti-aanslagverf. Dit is verf die in een beperkte mate toxisch is, waardoor organismen in zee zich ofwel niet op de romp vestigen, ofwel een snelle dood tegemoet gaan als ze zich er toch vestigen.

## Taxonomie
De volgende taxa zijn bij de orde ingedeeld:
- Onderorde Brachylepadomorpha Withers, 1923
  - Familie Neobrachylepadidae Newman & Yamaguchi, 1995
- Onderorde Verrucomorpha Pilsbry, 1916
  - Familie Neoverrucidae Newman, 1989
  - Familie Verrucidae Darwin, 1854
- Onderorde Balanomorpha Pilsbry, 1916
  - Superfamilie Chionelasmatoidea Buckeridge, 1983
    - Familie Chionelasmatidae Buckeridge, 1983

  - Superfamilie Pachylasmatoidea Utinomi, 1968
    - Familie Pachylasmatidae Utinomi, 1968

  - Superfamilie Chthamaloidea Darwin, 1854
    - Familie Catophragmidae Utinomi, 1968
    - Familie Chthamalidae Darwin, 1854

  - Superfamilie Coronuloidea Leach, 1817
    - Familie Chelonibiidae Pilsbry, 1916
    - Familie Coronulidae Leach, 1817
    - Familie Platylepadidae Newman & Ross, 1976

  - Superfamilie Tetraclitoidea Gruvel, 1903
    - Familie Austrobalanidae Newman & Ross, 1976
    - Familie Bathylasmatidae Newman & Ross, 1971
    - Familie Tetraclitidae Gruvel, 1903

  - Superfamilie Balanoidea Leach, 1817
    - Familie Archaeobalanidae Newman & Ross, 1976
    - Familie Balanidae Leach, 1817
    - Familie Pyrgomatidae Gray, 1825